# Dực Thành
Dực Thành (chữ Hán giản thể:翼城县, âm Hán Việt: Dực Thành huyện) là một huyện thuộc địa cấp thị Lâm Phần, tỉnh Sơn Tây, Cộng hòa Nhân dân Trung Hoa. Huyện Dực Thành nằm ở phía nam của Sơn Tây, đông nam của Lâm Phần. Huyện này có dân số 300.000 người. Huyện Dực Thành có 6 trấn và 10 hương. Các đơn vị này lại được chia ra thành 299 thôn hành chính. Thời nhà Hạ-Thương thuộc Đường quốc, là Đô Thành Dực của nước Tấn, thời Tây Hán đây là huyện Thuộc Giáng.